# Список опричников
Список опричников — перечень государевых людей, состоявший в рядах опричного войска (отряда телохранителей), то есть личной гвардии, созданной русским государем Иваном IV Васильевичем прозванным «Грозным», в рамках его политической реформы в 1565 году.
В декабре 1564 года Иван IV Грозный удалился в Александровскую слободу и 3 января 1565 года объявил об отречении от престола из-за «гнева» на духовенство, бояр, детей боярских и приказных людей. В слободу прибыла депутация Боярской думы и духовенства, которая согласилась предоставить царю чрезвычайные полномочия. Был подготовлен указ, которым Иван IV объявлял об учреждении особого двора с особым войском (первоначально в 1 тысячу человек), финансами и управлением и находившегося в непосредственном подчинении царя. Численность опричного войска в дальнейшем выросла до 5-6 тысяч человек. Командные кадры для опричнины комплектовались в основном из государева двора. Правительство ввело неподсудность опричников общегосударственным властям и судам. Историки утверждают, что царь набрал себе опричников вовсе не из «худородных» людей и не из «мужиков», как выражались Таубе и Крузе, а из состава старого двора. Равным образом и при наборе низшего персонала опричников Кормового, Сытного и Хлебного приказов, царь подверг пересмотру и разбору старых слуг и взял к себе в опричнину (1565—1572) только, тех кто заслужил его доверие и не вызывал никаких подозрений. В описи Царского архива упоминается целый ящик обысков слуг — кто «к кому прихож», то есть кто с кем связан родственными узами, дружбой или знакомством.
В перечень вошли все выявленные представители опричников по сохранившимся полностью или частично указов и записей в делопроизводственных книгах:
| Род                      | Представители рода / Службы |
| ------------------------ | --- |
| Авраамовы                | Сапун Василий Тихонович — опричный подьячий (1571), дьяк (с 1577) |
| Агафоновы                | Игнат |
| Бренеровы                | Бренеров Владимир Альбертович |
| Баженовы                 | Баженов Роман Анатольевич |
| Аладьины                 | Шарап Борисович |
| Александровы             | Иван, Проня, Салтык, Семейка |
| Алексеевы                | Бажен, Борис, Василий, Говор, Григорий, Кирилл, Никифор, Афанасий, Парфён, Савелий, Степан, Илья |
| Князья Аликеевы          | Иван |
| Алябьевы                 | Голова Афанасьев, Савелий Головин |
| Ананьины                 | Василий, Дмитрий |
| Андреевы                 | Бажен, Василий, Василий, Гатил, Замятня Злобин, Иван, Иван, Константин, Кузьма, Никифор, Арап, Семён, Сотник, Тренка, Федот, Чаадай, Михей |
| Андроновы                | Григорий |
| Аникеевы                 | Фома, Якуш, Поздняк |
| Аннины                   | Алексей |
| Анисимовы                | Семён |
| Анкудиновы               | Алексей |
| Аносовы                  | Меньшик |
| Антипины                 | Иван, Истома, Никифор |
| Антоновы                 | Ромашка |
| Антроповы                | Ждан, Иван |
| Анфимовы                 | Смага |
| Акинфеевы                | Фёдор |
| Арапышевы                | Кузьма, Юшко Никитин |
| Арсеньевы                | Василий Григорьевич |
| Артаковы                 | Сулеш - Сулеш (иногда Сартаков) — начальник дворового Стрелецкого приказа, в Ливонском походе (1577) стрелецкий голова, доставил из-под г. Лужи (г. Лудзен) пленного старосту Юрия Букана, при взятии Куконоса с государем в числе 500 стрельцов |
| Артёмовы                 | Бажен, Григорий, Ждан, Иев, Никита, Нечай |
| Артемьевы                | Дружина Григорьевич, Михаил, Черемис |
| Архимандричи             | Анисим |
| Архиповы                 | Иван Иванович, Иван Васильевич |
| Арцыбашевы               | Булат Дмитриевич — начальник отряда стрельцов, который оскорбил польского посла (1570), за которое царь "на Булата словесную опалу великую наложил ", упоминается в свадебном чине царя (1571), казнён и записан в Синодике опальных, Штаден сообщает, что «Булат хотел свою сестру за великого князя и был убит, а сестра изнасилована». |
| Астафьевы                | Малофей, Сергей, Василий Михайлович |
| Атмашиковы               | Андрей |
| Афанасьевы               | Панкрат, Василий, Грущ, Иван, Матвей, Наум, Афанасий, Семён, Тимофей |
| Афремовы                 | Иван |
| Бабкины                  | Богдан Фёдорович, Василий Никитич, Игнат Данилович, Меньшик Гаврилович, Никифор Никитич, Никодим Алексеевич, Павел Александрович, Роман Григорьевич |
| Багаевы                  | Тимофей |
| Баклановы                | Никифор |
| Балакиревы               | Проня |
| Бастановы                | Василий Владимирович, Иван Гутманов, Ищук Иванович, Ларион Гутманович, Нагай Иванович, Алексей Владимирович, Иосиф Гутманов, Пантелей Власьевич, Сергей Владимирович, Темеш Иванович, Янклыч Владимирович |
| Батурины                 | Семейка Михайлович |
| Батюшковы                | Пятой |
| Баушевы                  | Третьяк |
| Барановы                 | Десятый — комнатный дворянин, государев псовник (1570) |
| Князья Барбашины         | Василий Иванович |
| Безобразовы              | Василий Михайлович, Василий Шарапович, Владимир Матвеевич, Ёлка Владимирович, Иван Михайлович, Дмитрий Шарапович, Михаил Игнатьевич, Михаил Владимирович, Олег Иванович, Антон, Осип Игнатьевич, Роман Фёдорович, Фёдор Михайлович, Яков Иванович, Никифор Васильевич, Иван Осипович, Кузьма Осипович - Захарий Иванович — сын боярский, голова в Гдове (1594—1595), голова в Серпуховском походе (1598), письменный голова в Вологде (1601—1602), в Таре (1603—1605). - Андрей Васильевич — в государевом походе (1579) против Стефана Батория стряпчий с ключом. - Истома Осипович — согласно росписи в Ливонском походе (1577) стряпчий с ключом, оставлен в Новгороде с царевичем Фёдором Ивановичем - Григорий Никифорович — в походе (1577) один из поддатней первого рынды с большим саадаком, жилец в охране государева стана на пути из Новгорода (июнь 1577) - Семён Владимирович — в государевом походе (1578) стряпчий с ключом. - Меркурий Иванович — сын боярский, голова в Капорье (1594), в Пскове (1595), голова в Серпуховском походе (1598), стрелецкий голова в Курске (1599—1601), в Кореле (1601—1602), объезжий голова в Москве (1602), воевода в Погорелом-Городище (1614). - Степан Осипович — сын боярский, голова в Серпуховском походе (1598), участник Шведского похода и по окончании похода оставлен 3-м воеводой в Капорье (1590), безуспешно местничал со 2-м воеводой И. Г. Бороздиным (1590), осадный воевода в Одоеве (1592—1594), 2-й воевода в Кореле (1598—1599). |
| Безопишевы               | Угрим Васильевич — коломенский помещик, поручитель по З. И. Плещееву (1566), прислан из опричнины в Новгород править штрафные деньги монастырей (1571) |
| Белкины                  | Михаил Иванович — опричный воевода в Белёве (1565), 2-й воевода передового полка опричного войска в Калуге (1567). |
| Князья Бельские          | - Григорий Петрович - Григорий Иванович Горчакович — опричник с окладом 10 рублей (1567—1569), входил в Особый двор Ивана Грозного (1573—1584), пристав у английского посла Еремея Боуса, сопровождал его из Ярославля до Москвы (август 1583), на посольском приёме в Москве сидел «на скамейке в сенях» (конец 1583). - Никита Григорьевич Горчакович — входил в Особый двор Ивана Грозного с окладом 10 рублей (1573). - Иван Григорьевич Горчакович — входил в Особый двор Ивана Грозного с окладом 10 рублей (1573). - Дмитрий Григорьевич Горчакович Аксак — опричник с окладом 7 рублей (1573), дворовый, сын боярский, помещик Старицкого уезда, выборный дворянин из Старицы с окладом 550 четвертей земли (1588/89), голова (1590), воевода на Двине (1597), выборный дворянин из Старицы с окладом 700 четвертей земли (1602/03), местничал с князем Иваном Звенигородским (1603). - Тимофей Петрович — Помещик Ярославского уезда, вотчинник Тверского уезда, опричник с окладом 10 рублей |
| Бельские (Вельские)      | Малюта Скуратов с женою Марией; Богдан Яковлевич, Богдан Сидорович, Иван Горчакович, Никита Горчакович, Казарин Данилович, Меньшик Зубатого, Афанасий Васильевич, Степан Ашеметович, Иван Богданович - Булгак Данилович — участник похода к Скровному (25 августа 1577), в том же году послан одним из командиров в отряде Б. Я. Бельского к Вольмару, дважды назначается сторожем пятой статьи в государевом стане, по росписи «стольников и дворян кому быть в государевом полку в есаулах» — есаул. - Давыд Нежданович — по росписи государева полка в ливонском походе (1577) рында у самопала, назначен одним из командиров в отряде Б.Я, Бельского посланного к Вольмару, по росписи государева полка (1578) рында с самопалом - Григорий Нежданович — в походе царя во главе Двора (1574) в г. Серпухов, рында с рогатиной. - Григорий Никифорович — в ливонском походе один из поддатней первого рынды с большим саадаком, жилец в охране государева стана на пути из Новгорода (июнь 1577) - Верига Третьяков — в царском походе (1571) против крымского царя из Слобода рында с большим саадаком, в походе (1572) один из поддатней рынды у государя, по росписи государева полка пятый рында с меньшим саадаком, стольник, участник похода Б. Я. Бельского к г. Скровному. назначен одним из командиров в войске Б. Я. Бельского в походе к Вольмару |
| Белянкины                | Василий |
| Берестениковы            | Семейка |
| Бирины                   | Юшко |
| Бисеровы                 | Неупокой |
| Басмановы                | Алексей Данилович, Фёдор Алексеевич |
| Безнин-Нащокин           | Михаил Андреевич |
| Благово                  | Аврам Владимирович, Богдан Блудович, Иван Блудович, Григорий Шемякин, Иван Иванович, Афанасий Иванович, Нечай Фёдорович, Андрей Фёдорович, Остафий Фендрикович, Пронка Поздняков, Степан Фёдорович, Андрей Веригин, Степан Фендриков. - Владимир Петрович Веригович — сын боярский, в зимнем Ливонском походе (1573) назначен «сторожи ставить», послан (1577) в осаждённый Ерль с грамотой от царя, голова в походе на выручку Пскова (1589) - Борис Петрович Веригович — в зимнем походе (1573) назначен сторожи ставить, по росписи государева полка в Ливонском походе (1577) сторож третьей статьи. в росписи государева полка (1578) стряпчий с ключом послан к Царьграду к турецкому султану (1586), голова в походе к Великим Лукам (1586), воевода в Орешке (1589), Коломенский вотчинник. - Иван Шемякин — в Ливонском походе (1573) назначен «сторожи ставить», в Ливонском походе (1577) послан под Вольмар в разведку «поговорить кто в городе сидит, литовские или немецкие люди», послан (сентябрь 1577) из-под Вольмара с донесением к царю - Елизарий Иванович Шемякин — на свадьбе Магнуса и Марии Владимировны (1577) назначен «к караваю», в государевом походе (1578) назначен в «ясельничего место», упомянут на свадьбе Арцьшагнуса (1580), гонец к Стефану Батория (1580), помещик Московского уезда. - Яков Поздняков — во время похода (1577) послан с грамотой от царя к Б. Я. Бельскому. - Степан Фендриков — принят в опричнину (1570), голова «в объездах» в Москве (1597) |
| Блудовы                  | - Игнатий Борисович — наместник в Почепе (1555), воевода в Мценске (1559), в Карачеве (1560), ездил за государём в Подоцком походе (1563), воевода в опричных полках (1568—1569), второй начальник охраны Александровской слободы в отсутствии царя, воевода в Полоцком походе (1577), служил в Смоленске (1580). - Михаил Борисович |
| Богуславские             | Михаил |
| Бобанины                 | Иван Андреевич |
| Бобровы                  | Василий |
| Богатковы                | Федот Фомич |
| Богдановы                | Ждан, Юрий |
| Байшевы                  | Тренка Фёдорович |
| Боковы                   | Захар |
| Болотниковы              | Григорий Булгакович, Дмитрий Данилович, Иван, Иван Коверин, Истома Коверин, Матвей Лобанович, Миня Будаев, Муромец Семейка, Небелой Рудаков, Андрей Коуров, Утеш Никитин, Харьяк Галактионов, Фёдор Коурович, Олег Коурович |
| Болтины                  | Тиун Данилович |
| Борец                    | Андрей |
| Борисовы                 | Андрей, Иван, Меньшик, Рудачко, Фёдор, Фетко - Никита Васильевич Чёрного — Кашинский вотчинник (в 1571 пожаловал вотчину Макарьеву Калязину монастырю), жалован поместьем под Москвой (1550), принят в опричнину (1566), описывал Казани и Свияжск (1566), пожалован в окольничии (1567), воевода в Тарусе (1571 и 1673), участник новгородского похода (1572), воевода в Муроме (1574), казнён (1575/76). - Григорий Никитич — воевода в Смоленске (1563), в опричнине служил в Мценске (1566), боярин великого князя Симеона Бекбулатовича (1578) и служил воеводой в Орешке (титул боярина лишен по возвращений Ивана Грозного на царство), воевода в Куконаусе (1581), «объезжик» Кремля (1591) |
| Боровлёвы                | Иван |
| Князья Борятинские       | Пётр Иванович — отличился при взыскании контрибуции и налоговых недоимок с горожан и крестьян после погрома Новгорода и Пскова |
| Босовы                   | Кудаш |
| Боташевы                 | Поликарп |
| Боушевы                  | Иван |
| Бренковы                 | Богдан Данилович, Иван Лобанович |
| Бренцовы                 | Григорий |
| Брудастовы               | Дмитрий Иванович, Олег Иванович |
| Брюховы                  | Оладья Михайлович |
| Брянцовы                 | Олег Анфимович, Афоня, Посничко |
| Будатниковы              | Константин |
| Будиловы                 | Сенка |
| Будихины                 | Василий |
| Бузаевы                  | Ишкей |
| Бузины                   | Василий |
| Булатовы                 | Иван |
| Князья Булгаковы         | Иван, Борис Постников, Иван Сюлменёв, Кузьма Постников, Левонтий Постников, Сулемён Тимофеевич |
| Булгаковы                | Фёдор Матвеевич Меньшой — пожалован поместьем под Москвой (1550), воевода в Михайлове (1558), голова в полках (1559—1560), принятый в опричнину участвовал на Земском соборе (1566), дворянин первой статьи, дворецкий из опричнины в Дмитрове (1570), в царском походе «дозирал сторожей» (1573), приглашен с женой Ириной (урождённая Годунова) и сыновьями Дмитрием и Петром на свадьбу царя с Анной Васильчиковой (1575) |
| Булыгины                 | Василий, Илья |
| Бунаковы                 | Фёдор Петрович, Дмитрий Богданович, Иван Дмитриевич, Иван Васильевич, Матвей, Семён Тимофеевич - Богдан Дмитриевич — на свадьбе Магнуса и Марии Владимировны (1573) назначен «к фонарю». - Никита Богданович — на свадьбе Мангуса и Марии Владимировны назначен «к караваю» |
| Бунковы                  | Ждан Чюдинович, Лев Чюдинович, Андрей Чюдинович, Шерап Чюдинович |
| Бурнаковы                | Иван, Лобан, Тулуп |
| Бут                      | Иван |
| Бутиковы                 | Григорий Борисович, Семён Григорьевич - Фёдор Петрович — в государевом походе (сентябрь 1571) из Слободы на крымского царя поддатень у рынды с другим саадаком, в государевом походе (май 1571) из Слободы на берег рында с другим саадаком, в государевом походе (1572) один из поддатней с сулицей. |
| Бутурлины                | Василий Андреевич (казнён после апреля 1566), окольничий Дмитрий Андреевич (казнён 1575), Роман Дмитриевич, Леонтий Дмитриевич (казнён 1575), боярин Иван Андреевич с сыном Фёдором (казнены 1575). |
| Бутримовы                | Певка, Семейка |
| Бухарины                 | Иван Иванович Ищук — дьяк в Новгороде (1540—1550). в посольстве в Польшу (1554), с царём в походах как дьяк и голова (1556—1559), воевода в опричных полках (1569), казнён (1570) с женой по делу Новгородского владыки Пимена и И. М. Висковатого. |
| Быкасовы                 | Андрей, Постной, Юрий, Яков |
| Быковы                   | Гаврила, Лука Константинович, Алексей Константинович, Семён Константинович, Девятый |
| Вавилины                 | Суворец |
| Вавулины                 | Осип Григорьевич |
| Ванеевы                  | Третьяк, Фуфляй |
| Вантеевы                 | Безсон |
| Васильевы                | Агей, Богдан, писец Брага, Василий, Гаврила, Григорий (столовый истопник), Григорий (уксусник), Девятый, Ждан (колпачник), Ждан (подключник), Иван (государев стадный конюх), Иван (государев стадный конюх), Иван, Илейка, Исачко, Истома, Кузьма, Максим, Матюша, Матюша, Мелех, Михаил, Андрей, Антон, Пётр (свечник восковых свеч), Пётр (государев стадный конюх), Пётр, Потап, Пронка, Сергей, Сидор. Старой, Фёдор, Филат, Фома, Шемела, Шестак, Ширяй (подключник), Ширяй (портной мастер) |
| Васильчиковы             | Иван Алексеевич, Григорий Андреевич, Илья Андреевич - Назарий Борисович — в составе Государева двора (с 1551), опричник (1565—1571), голова у городового дела в Новгороде (1585) (†1589) - Григорий Борисович — в составе Государева двора (с 1551), опричник (1565—1571), ездил послом в Персию по вопросу о присоединении к Московскому государству г. Баку и Дербент (1588 и 1590). Шах ответил согласием при условии, что московское правительство поможет персам изгнать из этих городов турок. Направлен в Колу для разграничения русских и датских владений (1592), судья Земского приказа (1590-х) († около 1598). |
| Ватутины                 | Замятня |
| Вахромеевы               | Иван Михайлович, Михаил Васильевич, Лев Семёнович - Образец Семёнович — упоминается на свадьбе Ивана IV Грозного и Анны Васильчиковой (1575), в Ливонском походе (по июньской росписи 1577) жилец и назначен стеречь в стане у государя, дворовый жилец (1581), пристав у цесарского посла (1589), встречал в Ярославле Кизилбашского посла (1592). - Иван Семёнович — пристав у цесарского посла (1594), дьяк Новгородской чети, дьяк приказа Новой чети (1600). |
| Ведеркины                | Иван |
| Вельяминовы              | Останя Ощуров |
| Верещагины               | Иван Никитич |
| Верещевские              | Андрей |
| Верхоглядовы             | Бошашко Юрьевич |
| Весяковы                 | Иван |
| Ветошниковы              | Андрей |
| Висковы                  | Афанасий |
| Власовы                  | Василий, Иван, Никита, Пётр Иванович |
| Внуковы                  | Всячинка Васильевич, Иван Васильевич, Никифор Васильевич, Осип Васильевич |
| Воеводины                | Филимон |
| Воейковы                 | Богдан Борисович, Данила, Десятый Мамышев, Звяга Тимофеевич, Дмитрий Звягин, Олег Иванович, Андрей Семёнович, Афанасий Звягин, Афанасий Иванов, Сенка Иванов, Третьяк Иванов Учиш Злобин, Фёдор Васильевич - Баим Васильевич — на свадьбе (1572) царя Ивана Грозного и Марфы Собакиной назначен к «другому караваю», на свадьбе (1573) Мангуса и Марии Владимировны назначен быть «в поезде», Думный дворянин, по росписи в Ливонском походе (1577) назначен «сторожей дозирать», в росписи (1578) числился как Думный дворянин и назначен «сторожей дозирать», послан царём (1577) проверить донесение Ивана Елчанинова из-под г. Кройцберга о пожарах в городе - Матвей Васильевич — на свадьбе царя и Марфы Собакиной (1572) назначен «каравай нести». - Иван Васильевич — в Ливонском походе (1577) есаул, по росписи (май и июнь 1578) рында с рогатиной у царевича Ивана Ивановича, в росписи (август 1578) сторож второй ступени, послан (30 августа 1578) с письмом государя к Б. Я. Бельскому под Вольмар - Иван Васильевич — участник похода против крымского хана Девлет-Гирея (1576). - Пётр Мамышев — в разряде Ливонского похода (1577) упоминается как жилец, назначенный в охрану государева стана - Иван Борисович — в Ливонском походе (1577) жилец и назначен в ночную охрану, по росписи (май 1577) один из поддатней рынды «у самопала» - Фёдор Булгаков — по росписи разряда Ливонского похода (1577) один из поддатней рынды у самопала, по июньской росписи жилец и назначен в охрану царского стана - Игнатий Звягин — в Ливонском походе в государевом полку один из поддатней рынды у царского шелома (шлема), по июньской росписи жилец и назначен в охрану государева стана |
| Волжские                 | Тимофей Андреевич, Тимофей Юрьевич, Фёдор Юрьевич, Василий Григорьевич, Верига Юрьевич, Воин Тимофеевич, Григорий Тимофеевич, Ёлка Иванович, Иван Игнатьевич, Иван Тимофеевич, Иван Иванович, Матвей Андреевич, Олег, Афанасий Иванович, Путилец Иванович, Семейка Иванович, Тимофей Игнатьевич |
| Волковы                  | Василий Ильич, Василей Иванович, Воин, Кондрат Матвеевич, Матвей, Степан Ильич, Тютя, Олег, Владимир Фильевич, Владимир Юшко - Степан и Фёдор — упоминаются на третьей свадьбе Ивана Грозного (1572). - Фёдор Ильич — на свадьбе (1573) Мангуса и Марии Владимировны назначен быть «в поезде» |
| Волынские                | Волынский-Попадейкин Яков Фёдорович |
| Владимировы              | Филипп, Юшко |
| Володины                 | Степан, Фёдор |
| Волосатовы               | Пётр Иванович, Самсон Андреевич |
| Воробьёвы                | Андрей |
| Вороновы                 | Дмитрий Григорьевич, Василий Шыршиков, Ефим Ширшиков, Захар Меньшиков, Иван Истомин, Иван Юрьевич, Дмитрий Облезов, Дмитрий Юрьевич, Облез Истомин, Фёдор Серово |
| Воронцовы                | - Иван Фёдорович — дворянин в царской ставке (1567 и), пожалован Думным дворянином (1570), по сообщению Курбского Иван Фёдорович казнён (1571). - Василий Фёдорович — служил дворянским головою из опричнины в походах (1567 и 1570). |
| Воротниковы              | Лев, Фёдор |
| Воротыновы               | Неждан, Мелентий |
| Востинские               | Иван Гаврилович, Никита Васильевич, Федосей Гаврилович |
| Вошкины                  | Истома, Максим |
| Всеславины               | Григорий Яковлевич Меньшой, Данила Дементьевич, Иван Иванович, Иван Яковлевич, Левонтий Дементьевич, Семён Иванович, Яков Игнатьевич, Субота Игнатьевич |
| Вырубовы                 | Григорий Михайлович, Иван Остафьевич, Иван Леонтьевич, Курбат Иванович, Левонтий, Лобан Остафьевич, Дмитрий Иванович, Семейка Смирного, Семён Остафьевич |
| Вышеславцовы             | Иван Фёдорович |
| Вьфубовы                 | Пётр Фёдорович |
| Вьюковы                  | Семейка Сергеевич |
| Вяловы                   | Фёдор Зиновьевич |
| Князья Вяземские         | - Афанасий Иванович, - Григорий Иванович — проводил межевание в опричной Варзужской волости (1568/69). - А.И. — Вяземский-Зайцев — 1-й голова и дворянин «в стану у государя» в походе (1567). - Д. И. Вяземский-Лисица — опричный воевода в походе под Болхов (октябрь 1565). - Ю. И. Вяземский-Волк — оруженосец в свите царя (1567). |
| Князья Глинские          | Иван Михайлович |
| Князья Гвоздевы          | - Иван Фёдорович — умер от морового поветрия (1570), Таубе и Крузе сообщают, что он был отравлен по приказу царя. - Осип Фёдорович — стольник (?), прислуживая за царским столом потешал его непристойными шутками и одна из них была неудачной и царь собственноручно убил неудачного шутника. - Михаил Фёдорович — наместник в Костроме (1572), воевода в Орле (1574), взят в плен в бою под Кесью (1579) и умер в Литве. |
| Гавриловы                | Григорий, Григорий, Денис, Тренка, Андрей, Кузьма, Девятый |
| Герасимовы               | Смирной |
| Гиневлёвы                | Григорий Михайлович Сын родоначальника рода Михаила Ильича Гиневлёв и Прасковьи, жалованного 19 деревнями и 2 пустошами в Троицкой волости Костромском уезде (1533 и 1547), которое после смерти отца († 1547) отошло сыну и вдове. |
| Гневашовы                | Григорий |
| Гнидины                  | Якуш |
| Годуновы                 | Борис Фёдорович, Дмитрий Иванович - Яков Афанасьевич — в походе царя во главе Двора (май 1571) из Слободы рында с рогатиной у государя, в походе 91572) рында «с другим саадаком», Дворянин, в начале Ливонского похода (1577) оставлен в Новгороде при царевиче Фёдоре Ивановиче |
| Головины                 | Григорий, Андрей Меньшой, Якуш |
| Головленковы             | - Василий Григорьевич — владел поместьем и вотчиной в Московском уезде (1573—1584), впоследствии инок Варлаам († 1601), погребён в Троице-Сергиевой Лавре, его дочь Мария († 1589) замужем за князем Григорием Долгоруковым, погребена с отцом и инокиней Пелагеей († 1601), вероятно жена Василия Григорьевича. - Иван Васильевич — в государевом походе (1571) из Слободы на крымского царя рында с доспехами у государя, в походе (май 1571) из Слободы на берег назначен быть перед царём с шеломом (шлемом) и доспехами, в походе (1572) с шлемом у государя, в разрядах Ливонского похода (1577) упоминается, как жилец и один из поддатней у рынды с царским шеломом и назначен в охрану государева стана - Афанасий (Васильевич) — в государевом походе (сентябрь 1571) из Слободы на крымского царя рында «с другим саадаком» у царевича Ивана Ивановича, в государевом походе (май 1571) из Слободы на берег рында «с другим саадаком» у царевича Ивана Ивановича, на свадьбе царя и Марфы Собакиной (1572) назначен «скамейка с ковром нести», в государевом походе (1572) один из поддатней рынды у государя, на свадьбе Мангуса и Марии Владимировны (1573) назначен «к свече большой», в разрядах Ливонского похода упоминается как жилец назначенный в ночную охрану царского стана |
| Голубины                 | Дружина |
| Голчеевы                 | Всполох |
| Гомзяковы                | Семейка |
| Мосальские               | Горбатый-Мосальский Василий Иванович |
| Горбуновы                | Безсон, Василий, Иван, Тренка |
| Горемыкины               | (?) |
| Горловы                  | Дмитрий Некрасович |
| Князья Городетские       | Иван Сеитович — в государевом походе на Пайду (1573) голова «в полку у государей», в государевом походе (февраль — апрель 1574) голова с сотней |
| Горяиновы                | Верещага, Иван, Третьяк, Юрий |
| Горячкины                | Юрий |
| Готовцевы                | Василий Вазаков, Василий Ураков, Давыд Ураков, Дмитрий Фёдорович, Оецка Фёдорович, Семён Фёдорович, Фёдор Фёдорович |
| Гравороновы              | Василий |
| Грековы                  | Михаил |
| Грешновы                 | Владимир Клементьевич |
| Грибановы                | Василий, Известной |
| Григорьевы               | Иван, Владимир Иванович,Григорий, Замятня, Истома, Лешук, Матвей, Мещанко, Никифор, Дмитрий, Михаил. Олег, Олег, Андрей Антон, Афоня, Семён, Соловко, Тренка, Третьяк, Фадей, Федот, Филя, Шарап - Пётр — дворовый дьяк, участвует в походах (1568; 1572; 1574; 1577) |
| Гриденковы               | Кузьма, Гаврила |
| Гришины                  | Еремей |
| Громоздовы               | Первуша |
| Грязновы                 | Василий Григорьевич - Григорий Борисович Меньшой — служил в Москве «в объездах» (заведовал уличной полицией), казнён, Таубе и Крузе говорят об его отравлении. - Никита Григорьевич (сын Григория Борисовича) казнён сожжением. - Василий Иванович воевода в Полоцком походе (1551), поручился по князю Охлябинине (1566), дворянин в Думе (1568), опричник (1570), воевода на Донце (1573), помещик Шелонской пятины, воевода в походе в Крым, взят в плен, где пробыл многие годы. |
| Губаревы                 | Семейка |
| Губастовы                | Иван, Дмитрий |
| Гунины                   | Девятый Семёнович |
| Давыдовы                 | Семак, Филат, Афанасий |
| Даниловы                 | Дмитрий, Иван, Первуша |
| Дементьевы               | Первуша, Тарас |
| Демьяновы                | Никита Игнатьевич - Афанасий — дворовый дьяк, участвовал в походах (1572, 1573, 1577) |
| Демидовы                 | Иван, Савка, Худяк |
| Денисовы                 | Василий, Неждан, Филимон |
| Десятовы                 | Русин |
| Дмитриевы                | Василий Куприянович, Герасим, Иван Михайлович, Оброс, Тренка, Дмитрий |
| Долматовы                | Фёдор, помещик Коломенского уезда |
| Домнины                  | Булат Фёдорович , владел вотчиной в Московском уезде (1573). |
| Домрачеевы               | Замятня, Иван |
| Дорофеевы                | Лев |
| Дрожжины                 | Волк, Вояк Меньшой |
| Князья Друцкие           | Даниил Андреевич — прямых указаний на службу в опричнине нет, но тот факт, что он в походах (1567—1568) был у царского знамени, даёт основание с большой вероятностью причислить его к опричникам, заведовал продажей государственных «порожних» земель, казнён. |
| Дубасовы                 | Замятня Гаврилович, Иван Семёнович, Никита Яковлевич, Андрей Фёдорович, Первуша Фёдорович, Семён Фёдорович, Фёдор Иванович, Фёдор Семёнович, Фетко Иванович |
| Дубинины                 | Иван |
| Дураковы                 | Родион Андреевич |
| Дурляевы                 | Василий Некрасович, Пятой, Русин, Четвёртый |
| Дядины                   | Василий Владимирович — дьяк в опричном походе из Новгорода в Литву (сентябрь 1567). |
| Евреевы                  | Иван Баташев, Иван Петрович, Моисей Борисович, Денис Григорьевич |
| Евсеевы                  | Фёдор |
| Евдокимовы               | Меньшик, Антон |
| Екимовы                  | Иван |
| Елдезины                 | Василий |
| Елины                    | Кузьма Захарьевич |
| Елизаровы                | Степан, Тихон Васильевич |
| Елчаниновы               | Иван Афанасьевич - Иван — в росписях Ливонского похода (1577) упоминается, как есаул и сторож третьей статьи, послан (август 1577) к г. Кройцбергу - Фёдор — на свадьбе царя и Марфы Собакиной (1572) назначен «к другому караваю», участник Ливонского похода (1577), послан в осаждённую Режицу с грамотой в которой предлагает гарнизону сдаться, упоминается есаулом и сторожем третьей статьи - Григорий — сын боярский, участник Ливонского похода (1577). назначен на осаду г. Скровного, по росписи (август 1577) назначен одним из командиров в отряд Б. Я. Бельского под Вольмар - Данила Афанасьевич — во время Ливонского похода (1577) послан царём вместе с Фёдором Елчаниновым в осаждённую Режицу с грамотой, в которой предлагается гарнизону сдаться, назначен одним из командиров отряда Б. Я. Бельского под Вольмар, владелец поместья в Московском уезде (1573). - Афанасий Афанасьевич — назначен в поход на Скровный (август 1577) одним из командиров отряда Б. Я. Бельского под Вольмар |
| Емельяновы               | Григорий |
| Ергольские               | Иван Афанасьевич — опричник (с 1567). |
| Еремеевы                 | Безсонко, Иван, Рюма, Тренка, Фёдор Леванисов |
| Еланчины                 | Фёдор |
| Ермаковы                 | Иван |
| Ермолины                 | Иван |
| Ерофеевы                 | Иван, Лев, Андрей |
| Есиповы                  | Пётр, Смага |
| Ефимовы                  | Богдан, Иван, Карп, Тимофей, Якуш, Кубас Игнатьевич, Богдан |
| Ехновецкие               | Пётр Данилович |
| Ждановы                  | Тимофей |
| Жмакины                  | Василий — опричный подьячий, отдельщик земель в Костромском уезде (1565/66), в опричном Галичском уезде (1566/67), писец опричного Белёвского уезда (1568/1569). |
| Жерлицыны                | Григорий |
| Жерловы                  | Иван |
| Жеховы                   | Василий Дмитриевич |
| Жиборовы                 | Афанасий — взят в опричнину из Быстреевского погоста Шелоской пятины (1571). |
| Жирохины                 | Бутрим |
| Жихоревы                 | Пётр |
| Жовкины                  | Тимофей Власович |
| Жуковы                   | Гаврила, Дмитрий Семёнович, Афанасий, Пешек, Фёдор |
| Жуховы                   | Иван |
| Загарины                 | Мора |
| Загорские                | Семён Ермолин |
| Заиграевы                | Юшка |
| Зайцевы                  | Пётр Васильевич — ясельничей (1558—1562), пожалован поместьем под Москвой (1550), местничал с ясельничим В. Г. Дровниным (1559), участник Полоцкого похода (1563) и после взятия города оставлен «город делати», «в суде у бояр», Думный дворянин (1564), по воспоминаниям Таубе и Крузе П. В. Зайцев ближайший советник царя и производил с царём первый набор опричников, воевода опричных полков, по сообщению Штадена казнён «повешением на воротах своего двора» (1571). |
| Заломовы                 | Михаил, Василий |
| Замыцкие                 | Дмитрий Андреевич (1572). |
| Князья Засекины          | Иван Жирового — рында в походе (1570). |
| Захаровы                 | Игнатий, Олег |
| Захарьины                | Постник |
| Зверинцевы               | Третьяк |
| Зворыкины                | Григорий Яковлевич |
| Зеленя                   | Василий |
| Зикеины                  | Антон Иванович |
| Злобины                  | Нечай, Смердюга Иванович |
| Змеевы                   | Яков Матвеевич — получил поместье в Полоцком повете (1571). |
| Золотуские               | Григорий |
| Зыковы                   | Серой |
| Зюзины                   | Василий Григорьевич — окольничий в походе (1568) и в царском походе из Слободы (сентябрь 1571), по росписи Ливонского похода (1573) голова в стану у государя, на свадьбе Мангуса и Марии Владимировны (1573) назначен «в поезду», по росписи (апрель 1574) дворянин в государевом походе на Серпухов, Думный дворянин, во всех росписях Ливонских походах(1577 и 1578) упоминается, как начальник ночной и конной стражи в государевом лагере, получал оклад, как Малюта Скуратов, видимо В. Г. Зюзин разделял с ним (или унаследовал после его смерти) обязанности по охране и безопасности царя |
| Ивановы                  | Бажен, Безсон, Богдан (крестовый дьяк), Богдан, Василий, Василий (государыни царицы конюх и колымажный мастер), Василий (новик, взят вместо умершего), Гаврила, Григорий (свечник восковых свеч), Григорий (масленик), Григорий (сторож постельный), Григорий (хлебного дворца помяс, недоросль), Денис, Ерофей, Ждан, Иван (мастер седельный), Иван (помяс), Иван (стадный конюх), Иван (сытный сторож), Игнат, Игнат, Карп, Кирилл, Крячко, Лесук, Лопало, Малах, Мартин, Матвей, Меньшик, Дмитрий, Дмитрий, Михаил, Михаил, Наум, Неверный, Невзор, Неклюд, Неупокой, Олег, Олег (скатерник), Омельян, Андрей (подключник), Андрей (постельный сторож), Андрей (сторож царевича), Анисим, Артюша, Осип, Афоня, Полуня, Степан, Судок, Терентий, Тимофей, Тренка. Устин, Фёдор, Фёдор, Шарап, Юмшан, Юшко, Яким, Якушко, Василий, Данила, Андрей, Стахей - подьячий Стахей Иванович — в разрядах государева похода к Калуге (1576) упоминается, как дворовый дьяк. - Иван Емельянович (Омеля) — опричный воевода в Мценске (1568), землевладелец Рузского уезда. |
| Ивашовы                  | Иван Ильин, Игнат, Шестак |
| Ивереневы                | Василий |
| Игнатьевы                | Дмитрий, Игнатий, Мартын, Подунай Дмитриевич, Юшка, Яков |
| Игумновы                 | Антон Фёдорович |
| Иевлевы                  | Иван, Корнил, Олег, Паня, Степан, Фефил Васильевич, Иван (дьяк, описывал дворцовые сёла опричного Вологодского уезда 1568/69) |
| Извековы                 | Григорий Иванович, дьяк Иван Петрович Большой, Олег Пертрович, Андрей Яковлевич, Улан Захарьевич, Иван Петрович, Семён Петрович - Гневаш Яковлевич — в росписях Ливонского похода (1578) упоминается в должности Бараша (шатёрничего) |
| Ильины                   | Данила, Петелька, Фёдор, Шарап, Широкий. Михаил Коренев (опричник с 1569, из Шелонской пятины), Василий Молчанович. |
| Инюшины                  | Иван Фёдорович |
| Исаевы                   | Иван Васильевич, Мурат Русинович |
| Искренские               | Михаил, Андрей |
| Истленьевы               | Казарин, Григорий, Низовец |
| Истобниковы              | Василий |
| Истомины                 | Никита |
| Кабардеевы               | Григорий |
| Кадниковы                | Василий, Карамыш |
| Казаней                  | Иван |
| Казнаковы                | Ермола Иванович, Пётр Михайлович, Филимон Михайлович |
| Калобродовы              | Степан Игнатьевич |
| Калитины                 | Фёдор |
| Канчеевы                 | - Микита Кутлуков — в зимнем походе (1573) «на ливонские немцы» назначен «сторожи ставить», в росписи похода царя во главе Двора (1574) на Серпухов назначен быть «с постелью у государя», в росписях Ливонского похода (1577) упоминается стряпчим с ключом - Степан Кутлуков — в зимнем Ливонском походе (1573) назначен «сторожи ставить», участник похода царя во главе Двора (1574) на Серпухов, по росписи (апрель 1574) сторож четвёртой статьи. - Фёдор Кутлуков — по росписи в зимнем Ливонском походе (декабрь 1573) назначен «сторожи ставить», упоминается, как сторож шестой статьи, привёз царю донесение от воевод Андрея Нагово и Игнатия Татищева из-под Треката - Воин Кутлуков — по росписи в зимнем Ливонском походе государя (декабрь 1573) назначен «сторожи ставить», в росписи Ливонского похода (1577) упоминается есаулом и сторожем четвёртой статьи |
| Карбышевы                | Семейка |
| Карповы                  | Миня, Михаил, Фома |
| Карины                   | Ганя Ильин, Илья |
| Качаловы                 | Борис Поздняков, Гаврила Фёдорович, Елизар Неклюдович, Иван Михайлович, Иван Михайлович, Иван Серово, Истома Андреевич, Клим Леонтьевич, Кузьма Юрьевич, Михаил Александрович, Ратай Фёдорович, Семейка Неклюдович, Семейка Третьяков, Фёдор Александрович |
| Князья Кашины            | Василий, Замятня, Иуда, Степан, Третьяк |
| Кашкаровы                | Пётр Ильич — упоминается в разрядах (1568 и 1571) как подрында у царевича Ивана Ивановича., (ум. 1604) |
| Кикины                   | - Дмитрий Андреевич — пожалован поместьем под Москвой (1550). описывал Казань и Свияжск с уездами. - Иван Андреевич — пожалован поместьем под Москвой (1550), голова в походе на Астрахань, после взятия Полоцка послан описывать Полоцкий повет, из Вязьмы переведён в Рязань, где позже служили его сыновья и потомки. |
| Киндыревы (Кондыревы)    | Григорий Григорьевич, Иван Григорьевич - Воин Васильевич — во время Ливонского похода (1577) оставлен в Новгороде с царевичем Фёдором Ивановичем |
| Киреевы                  | Андрей Олегович, Давыд |
| Кириловы                 | Флор |
| Кирловы                  | Евдоким |
| Князья Киясовы           | Тихон |
| Клавшовы                 | Севрюк — отправлен с жалованием из опричнины к послам в Крыму А. Ф. Нагому и Ф. А. Писемскому (1571). |
| Клементьевы              | Истома, Дмитрий |
| Клешнины                 | - Андрей Веригин — в Ливонском походе (1577) есаул и сторож шестой статьи, послан к г. Борзун (август 1577) с грамотой от царя предлагавшей гарнизону сдаться - Фёдор Веригин — есаул и сторож шестой статьи |
| Климовы                  | Волошанин Михайлович |
| Князьковы                | Дружина, Михаил |
| Кобылины                 | Андрей, Мокшеева Глеб Иванович, Мокшеева Богдан Иванович, Мокшеева Степан Иванович |
| Кобыльские               | Афанасий Григорьевич, Фёдор Григорьевич, Семён Григорьевич |
| Ковезины                 | Дмитрий Степанович. Степан подьячий (1570) |
| Козловы                  | Григорий Суботин, Молчан Суботин |
| Князья Козловские        | Данила Григорьевич, Иван Григорьевич, Андрей Григорьевич, Фёдор Тимофеевич - Юрий Семёнович — в государевом походе (1570) «другой голова» в государевом стане, по росписи Ливонского похода (декабрь 1573) «голова в полку у государя». - Иван Семёнович — назначен быть «у царского изголовья» на свадьбе царя и Марфы Собакиной (1572), назначен быть «в поезде» на свадьбе Магнуса и княгини Марии Владимировны (1573), в зимнем походе на Ливонию (1573) «сокольничий перед государём». |
| Казнаковы                | Дмитрий Иванович, Роман Михайлович |
| Кокоревы                 | Бархат Иванович, Иван - Тимофей Иванович — в разрядах Ливонского похода (1577) Бараш (шатёрничий) |
| Кокошкины                | Пятой |
| Колмак                   | Иван |
| Колобовы                 | Бощашка Истомин, Воин |
| Коломнины                | Семён, Шестак |
| Колычёвы                 | Окольничий Колычёв-Умный Василий Иванович, Василий Жданович, Иван Фёдорович, Алексей Никитич, Михаил Васильевич, Осип Иванович - Григорий Григорьевич — воевода Большого полка в Полоцке (1567) и военном походе (1568), воевода в Кореле (1570), в зимних походах (1572 и 1573) во главе Стрелецкого приказа, «голова в стану государя» (1573). - Игнат Фёдорович — воевода в Смоленске (1570—1571), назначен быть «в поезде» на свадьбе Магнуса и княгини Марии Владимировны (1573), в государевом походе на Серпухов (1574) голова с сотней. - Матвей Третьяков сын Лошаков — воевода г. Себеж (1671), во время государева похода в Серпухов (февраль 1574) один из наиболее приближённых к царю лиц, вместе с В. Г. Зюзиным и И. М. Глинским. - Венедикт Борисович — в походе царя на Серпухов во главе Двора (1574), голова с сотней. - Умный-Колычёв Фёдор Иванович — «боярин у опричнины» (1570) |
| Комаровы                 | Василий, Тимофей |
| Комсины                  | Постник |
| Конановы                 | Фёдор |
| Кондратьевы              | Василий |
| Коптеевы                 | Нечай |
| Копнины                  | Василий, Фёдор и Илья Невежины. |
| Коркины                  | Василий |
| Корниловы                | Тренка, Фома |
| Коробовы                 | Евсей Личанович, Ермолай Фёдорович, Алексей |
| Коровины                 | Матвей |
| Корсаковы                | Елизар Семёнович |
| Корчемкины               | Путила |
| Коситцкие                | Богдан Юрьевич, Иван Григорьевич, Андрей Юрьевич. Крячко и Никифор Шестаковичи, Елизар Михайлович, Илейка Борисович, Михаил Борисович, Паук Званов |
| Костины                  | Данила, Ларион, Меньшик Фёдорович, Андрон, Уланка Фёдорович |
| Костянтиновы             | Кузьма, Урак |
| Косяк                    | Фёдор |
| Кошкины                  | Иев |
| Краснослеповы            | Иван Семёнович, Непущай Неклюдович, Андрей Неклюдович, Андрей Неклюдович, Афанасий Семёнович, Яков Неклюдович, Данила Романович, Михаил Романович |
| Крекшины                 | Дмитрий Будаевич, Пётр Будаевич |
| Кретские                 | Иван |
| Кривой                   | Дмитрий |
| Кругликовы               | Роман, Степан Семёнович |
| Крюковы                  | Тит |
| Кубасовы                 | Иван, Истома, Кузьма, Нефёд |
| Кубкеевы                 | Данила-Мурза |
| Кудрины                  | Ждан |
| Кузмины                  | Василий, Григорий, Иван, Ларион, Никита, Анисим, Паня, Сорока, Фёдор, Олег |
| Кул                      | Степан Никитич |
| Култашевы                | Иван Фёдорович Зубок, Иван Семёнович, Иван Фёдорович, Неустрой Нечаевич, Никита Игнатьевич. Андрей Фёдорович, Полянин Семёнович. Семён Никитич, Богдан Игнатьевич, Богдан Игнатьевич, гость Бощанов, Григорий Петрович, Григорий Петрович, Иван Бощанович, Иван Фёдорович, Казарин Петров сын Семёнова, Макар Семёнович, Дмитрий Фёдорович, Михаил Никитич, Огучья Иванович, Олег Иванович, Андрей Фёдорович, Афанасий Васильевич, Пётр Семёнович, Помин Васильевич, Семейка, Семён Бощанович, Степан Андреевич, Яков Фёдорович, Данила Петрович, Никита Петрович - Черемис Иванович — в росписях Ливонского похода (1577)упоминается одним из поддатней рынды с рогатиной у царевича Ивана Ивановича, жилец, назначен в охрану царского стана |
| Куприяновы               | Давыд, Бажен |
| Курачёвы                 | Иван |
| Курбатовы                | Иван, Алексей, Русин |
| Куршишкины               | Иван |
| Курьяновы                | Григорий, Иван, Постник |
| Кусковы                  | Фёдор |
| Кушелевы                 | Ляпун Фёдорович — жалован поместьем (1583). Смирной Фёдорович — воевода в Клину (1583), за службу жалован поместьем. Матвей Данилович |
| Кушниковы                | Девятой, Никита |
| Лабутины                 | Безсон — во время Ливонского похода (1577) послан с царской грамотой польским письмом в г. Влех с предложением гарнизону сдаться |
| Лаврентьевы              | Иван, Боголюб, Сурка |
| Лазаревы                 | Бажен, Кирилл |
| Ланины                   | Василий |
| Лапины                   | Иван-Курган Васильевич (дьяк). |
| Ларины                   | Иван, Роман |
| Ларионовы                | Иван |
| Лбовские                 | Внук |
| Леверьевы                | Глеб, Григорий Никифорович, Мансур, Никита Григорьевич, Олег, Афанасий |
| Левонтьевы               | Василий Иванович, Третьяк |
| Левушины                 | Постник Борисович |
| Левшины                  | Василий Семёнович, Никита Яковлевич |
| Легасовы                 | Пьянко Борисович, Пётр Борисович |
| Леонтьевы                | Авраам, Василий, Китайко. Тимофей |
| Лестеровы                | Истома |
| Лехчановы                | Владимир Фёдорович, Кузьма Власьевич. Микула Фёдорович, Олег Булатович, Постник Васильевич |
| Лихачёвы                 | Фёдор, Дружина Нечаевич |
| Лихаревы                 | Рудак Ильин |
| Лобановы                 | Василий |
| Логвиновы                | Михаил, Фома |
| Лоза                     | Иван |
| Ловчиковы                | Григорий Дмитриевич — послан на Двину отвезти и постричь в Списком монастыре опального Тимоху Пухова Тетерина (1563), пожалован в ловчие, производил погром колеменских сёл боярина И. П. Фёдорова, неоднократно делал крупные вклады в монастыри (деньги, земли, села), сестра замужем за князем И. М. Шуйским, казнён, записан в Синодике опальных |
| Ломнетины                | Иван |
| Лошаковы-Колычёвы        | Матвей Третьякович |
| Лугвенёвы                | Дмитрий Семёнович, Михаил Семёнович — братья, взяты в опричнину их Лосицкого погоста Шелонской пятины (1571) |
| Лукины                   | Владимир |
| Лукьяновы                | Дементий, Иван, Павел, Пётр, Семён, Якуш |
| Лутовкины                | Тугарин Иванович |
| Лыковы                   | Василий Фёдорович, Иван Семёнович |
| Лычовы                   | Зиновий, Иван |
| Ляля                     | Фёдор |
| Магусовы                 | Яков |
| Макаровы                 | Грач Прокофьевич, Алексей Семёнович |
| Максимовы                | Иван (писец), Нестер, Андрей, Афанасий, Юда |
| Макшеевы                 | Борис Александрович, Карп Иванович, Семён, Семён Дорофеевич |
| Малафеевы                | Нестер Вахрамеевич, Иван |
| Малого                   | Богдан Истомин, Даниил |
| Мальцовы                 | Григорий, Поздняк Андреевич |
| Малыгины                 | Пятой Архипович, Образец (1567—1569). |
| Малыхины                 | Василий Власьевич |
| Маматовы                 | Григорий Юрьевич, Борис Злобин |
| Манасеины                | Иван |
| Мансуровы                | Яков Давыдович |
| Мантуровы                | Григорий |
| Марковы                  | Карп |
| Мартыновы                | Иван, Фёдор |
| Масловы                  | Чюдин, Якуш |
| Матвеевы                 | Булгак Андреевич, Важен, Иван, Емельян, Третьяк (повар), Третьяк (шатёрник) |
| Матисовы                 | Василий |
| Матусовы                 | Молчанка Третьякович, Василий Третьякович, Григорий, Дружина |
| Махреновы                | Сутор |
| Мачюпруновы              | Замятня, Сутор |
| Машнины                  | Пётр Третьякович |
| Мелентьевы               | Калина |
| Мельновы                 | Верещага |
| Меньшиковы               | Давыд, Иван, Максим, Первуша, Поминко, Якун |
| Микитины                 | Безсон, Богдан, Василий, Иван (помяс), Иван (скорняк), Илья, Акинфей, Антон, Сергей, Ушак (подьячий 1570) |
| Микифоровы               | Владимир |
| Микулины                 | Григорий, Иван, Меркур Утешев, Аксён, Олег, Первуша, Семён |
| Милославские             | - Владимир Рудаков — в государевом походе (1572) один из поддатней рынды с третьим саадаком, в Ливонском походе (1577) один из поддатней ранды с рогатиной у царевича Ивана Ивановича, жилец, назначен в охрану государева стана - Андрей Рудаков — в государевом походе (1572) и в Ливонском походе (1577) один из поддатней рынды с третьим саадаком. жилец, назначен в охрану государева стана - Фёдор Васильевич — в государевом походе (1572) один из поддатней рынды с рогатиной. в росписях Ливонского похода один из поддатней «с другим саадаком», жилец, назначен в охрану государева стана |
| Милюковы                 | Милюков-Старый Алексей Михайлович — дворянин, получил добавочное поместье под Москвой (1550), описывал Псков (1559), воевода в Великих Луках (1564), воевода «у наряда» в Ливонских походах (1565—1567), дворянин первой статьи на Земском соборе (1566), товарищ наместника в Новгороде (1572—1572). |
| Минины                   | Иван, Степан |
| Митрофановы              | Богдан, Мартин, Анцыфер, Семён Путило Михайлович Нечаев-Митрофанов (опричный казначей 1569—1570) |
| Михайловы                | Авраам, Агап, Арист, Бажен, Безсон, Безсон (подключник), Василий, Григорий, Иван (кормового дворца сторож), Иван (столовый сторож), Иван Гаврилович, Никита Семёнович, Дмитрий. Овсяник, Пётр, Пятый, Савлук, Сидор, Спиридон, Тимофей, Третьяк, Фома, Фрол, Иван Семёнович - Ёрш — дьяк, в росписях Ливонского похода (1577) один из поддатней у рынды с царским шеломом (шлемом), жилец, назначен в охрану государева стана |
| Михеевы                  | Таврило — дьяк, участник Ливонского похода (1573) и похода царя во Главе двора в Серпухов (1574). |
| Мишаковы                 | Гаврила, Кирилл, Меньшик, Постник Андреевич |
| Мишурины                 | - Семён Фёдорович — дьяк, коломенский дворянин и вотчинник. - Иван Фёдорович Меньшой — дьяк, подрында «к большому копью» (1567). - Иван Фёдорович Большой — принял монашеский постриг в Троице-Сергиевом монастыре (1571) под именем Иона сделав крупный вклад в монастырь по отцу и матери (доля вотчины в селе Горки с 6 деревнями, 3 пустошами в Костромском уезде. |
| Мокеевы                  | Богдан Юрьевич, Василий Истомин, Василий Наумович, Ждан Петрович, Иван Григорьевич, Иван Романович, Казарин, Меньшой Иванович, Наум Данилович, Савва, Семён Григорьевич, Федот, Федот Наумович, Яков Фёдорович - Неустрой — на свадьбе царя и Марфы Собакиной (1572) назначен «над государевой свечею фонарь нести», на свадьбе Магнуса и княжны Марии Владимировны (1573) назначен «к караваю». - Савин — на свадьбе царя и Марфы Собакиной (1572) назначен «над царицыною свечею фонарь нести». |
| Моклоковы                | Богдан Григорьевич, Воин Григорьевич, Григорий Григорьевич, Данила Григорьевич, Денис Дмитриевич, Дмитрий Второго сын, Иван Дмитриевич, Никита Иванович, Нерык Семёнович, Андрей Третьяков, Третьяк Петрович |
| Молчановы                | - Василий Иванович — тысяцкий, голова в полках (1560), принятый в опричнину был в походе (1572) у царского знамени, «поезжанин» на свадьбе Арцымагнуса (1573) - Иванец — поддатень у рынды (1568) - Андрей Иванович — серпуховской помещик, «отдельщик» поместий в Московском уезде (1578). |
| Морины                   | Максим |
| Морозовы                 | Максим |
| Князья Морткины          | - Александр Иванович — из опричнины в Сторожевом полку в Калуге, а после второй воевода в Большом полку в Туле (1568). - Андрей Иванович — дворовый, сын боярский, помещик Тверского уезда, в опричнине (с 1568). 2-й воевода сторожевого полка в опричном войске (весна 1568). - Андрей Александрович (Юрьевич) |
| Моховиковы               | Данила |
| Мошнины                  | Никифор Прокопьевич |
| Мундуковы                | Иван |
| Мурановы                 | Берсень, Богдан, Василий Григорьевич, Иван, Лев |
| Муромцевы                | Лев, Иван, Клим |
| Мякишевы                 | Семейка |
| Мятлевы                  | Мятлев-Слизнев Иван Иванович — опричник видный. хотя не самого высокого ранга, служил много лет (упомянут 1565—1572), пожалован поместьем под Москвой (1550), воевода в Чебоксарах (1556), в Рославле (1563), принятый в опричнину был в царской ставке (1568), опричный полковой воевода (1569), судья Земского двора в Москве (1572 и 1577). |
| Нагаевы                  | Андрей Степанович, Афанасий |
| Нагибины                 | Григорий, Назар |
| Нагие                    | Афанасий Фёдорович |
| Назаровы                 | Дмитрий |
| Накропины                | Михаил |
| Налётовы                 | Григорий |
| Напольские               | Иван Русинович |
| Наумовы                  | Иван Григорьевич, Степан, Якуш, - Василий Иванович (можайский дворецкий 1567), посол в Швецию (1567—1569). - Богдан Васильевич — в Ливонском походе (1567) дворянин «в стану у государя», сестра Богдана Васильевича замужем за Яковом Михайловичем Годуновым. - Б. Васильевич (сын В.Ф.) — дворянин «в стану у государя» из опричнины (1567). - Петрок Суворов — подрында в походах (1568 и 1577). - Василий Фёдорович — руководитель Постельного приказа (1564/65), возглавлял лицную канцелярию царя, можайский дворецкий (1567, Можайск самый крупный опричный город), умер (ранее 1567). - Яков Гаврилович — городовой приказчик в опричном Суздале, испомещал там опричных дворян (1565), упомянут на Земском дворе в товарищах И. И. Мятлевым (1576/77), сидел в московской осаде среди оставленных в городе воевод и чиновников (1579) предположительно ведал при царе сокольнический путь «в приказ» (1581-14 мая 1584), сохраняет личное доверие царя так как «в стану у государя спати» (15 апреля 1581). |
| Нафанайловы              | Давыд |
| Невежины                 | Андрей Иванович - Иван Фёдорович — во время Ливонского похода (1573) рында с рогатиной у царевича Фёдора Ивановича |
| Неверовы                 | Третьяк |
| Неворотовы               | Таврила |
| Недюревы                 | Меньшик |
| Неклюдовы                | Василий, Иван. Степан, Яков (сын боярский), Яков |
| Нелединские              | Юрий Андреевич — из помещиков Водской пятины (с 1571). |
| Нелюбовы                 | Григорий Васильевич |
| Немцовы                  | Иван, Семейка, Шемяка Прокофьевич |
| Непоставовы              | Десятый, Пан, Угрим |
| Нероновы                 | Денис Родионович |
| Нестёркины               | Ждан, Дмитрий |
| Нестеровы                | Данила, Мамай |
| Неупокоевы               | Дружина |
| Нефёдовы                 | Ефрем |
| Нефедьевы                | Неклюд |
| Нечаевы                  | Степан |
| Никитины                 | Богдан, Василий, Ворыпай, Дорога, Матвей Иванович, Нечай, Никифор Русинович, Андрей, Филипп, Яким |
| Никифоровы               | Семён |
| Никоновы                 | Михаил, Федот |
| Новокрещёновы            | Атман, Башенда, Иван Фёдорович, Дмитрий, Андрей |
| Ножневы                  | Постник, Русин |
| Нос                      | Иван Юрьевич |
| Облязовы                 | Иван |
| Оболдуевы                | Давид, Шестак |
| Обросимовы               | Иван, Шестак |
| Обрютины                 | Семейка Александрович |
| Оверкеевы                | Иван Иванович, Иван, Тарас, Третьяк, Филимон, Иван, Иван Фёдорович |
| Овцыны                   | [Имена приводятся в том же порядке, как и в тексте, лишь 5 человек со сходным отчеством Семёновичи вынесены в конец списка; также имена людей, которые в оригинальном тексте записаны в уменьшительной форме, приводятся здесь в их полной форме.] Юрий Дмитриевич*, Иев (видимо, Иов) Афанасьевич, Андрей Фёдорович, Андрей Матвеевич, Ждан Остафьевич (видимо, Евстафьевич), Мосей (видимо, Моисей) Иванович, Пётр Афанасьевич, Василий Афанасьевич, Василий Иванович, Андрей Иванович, Данило (то есть, Даниил) Иванович, Иван Степанович, Андрей Матвеевич (другой; не путать с его тёзкой, указанным выше), Пётр Степанович, Иван Васильевич, Иван да Василий* Семёновичи и Андрей, Григорий* да Михаил* Семёновичи. - Юрий Дмитриевич — на свадьбе царя и Марфы Собакиной (1572) назначен у царицы и великой княгини «у изголовья быти», на свадьбе Магнуса и княгини Марии Владимировны (1573) назначен быть «со изголовьем с королевским в церкви». - Василий Семёнович — на свадьба Магнуса и княгини Марии Владимировны (1573) назначен «вино нести в склянице в церкви». - Григорий Семёнович — на свадьбе царя и Марфы Собакиной (1572) назначен «скамейка с ковром нести», в разряде зимнего Ливонского похода (1573) стольник, в походе царя во главе Двора на Серпухов (1574) рында с рогатиной. - Михаил Семёнович — в зимнем Ливонском походе (1573) стольник. |
| Одинцовы                 | Данила, Фёдор |
| Князья Одоевские         | Никита Романович |
| Ожгибоковы               | Третьяк |
| Ожеговы                  | Иван, Степан |
| Окатьевы                 | Седой |
| Окуловы                  | Матвей |
| Олешники                 | Тренка |
| Олферьевы (Алферьевы)    | Афанасий, Роман Васильевич |
| Осеины                   | Григорий Григорьевич |
| Осеневы                  | Василий |
| Осиповы                  | Василий, Григорий, Степан |
| Осоргины                 | - Иван Иванович — в росписях Ливонского похода (1577) один из поддатней у рынды с царским шеломом (шлемом), жилец, назначен в охрану царского стана. - Тимофей Субботин — в походе (1572) один из поддатней рынды с копьём у государя, в росписях Ливонского похода (1577) поддатень у царского шелома, жилец, назначен в ночной караул в царском стане. |
| Князья Охлябинины        | - Иван Петрович - Василий Андреевич - Иван Васильевич — голова в Государевом полку в полоцком походе (1551), взят в плен литовцами близ Орши (1564), представлял за себя поручителей в неизменном служении Ивану Грозному (1565), 2-й опричный воевода Сторожевого полка (1571). |
| Очины-Плещеевы           | Андрей Иванович - Никита Иванович - Захарий Иванович - Иван Иванович — тысяцкий, пожалован поместьем под Москвой (1550), участник казанского похода (1555), наместник в Чернигове (1556—1558), в Казани (1559), участник Ливонского похода (1560 и 1564), на Смоленск (1562), казнен по делу А. Д. Басманова. |
| Ошанины                  | Василий Фёдорович — поручитель по боярину И. В. Шереметьеву (1564), описывал Верейский уезд (1568), принятый в опричнину пожалован в ясельничие (1570), сопровождал царя в походе «в окольничем месте» (1571), в Ливонском походе (1573) воевода «у наряда» (артиллерии), по-видимому в том же году казнён, его имя занесено в Синодик опальных. |
| Павловы                  | Василий, Олег, Пронка, Сопрыш, Третьяк |
| Палицыны                 | Афанасий Иванович |
| Панафидины               | Василий Андреевич, Григорий Андреевич, Федот Андреевич, Ратман Измайлович, Третьяк Измайлович |
| Панины                   | Андрей Меньшов, Лукьян, Меньшой Панкратьев, Фёдор Пятого, Ждан Давыдович. Иван Давыдович, Афанасий Гаврилович - Фома Меньшого (Панкратьева) — в государственном походе из Слободы (1571) против крымского царя рында с рогатиной у царевича Ивана Ивановича, в походе (1572) поддатень рынды «с другим саадаком» у государя, в росписях Ливонского похода (1577) поддатень рынды с рогатиной, жилец, назначен в ночную охрану государева стана - Фёдор Меньшого (Панкратьева) — на свадьбе царя и Марфы Собакиной (1572) назначен «у ворот, что на малом дворце к избушкам» «огня беречи и на двор не пущать», в походе (1572) поддатень рынды с большим саадаком у царевича Ивана Ивановича, в росписях Ливонского похода поддатень рынды с копьём, жилец, назначен в охрану государева стана - Андрей Меньшов — в походе (1568) «к знамённому копью подрында», в государевом походе (1571) из Слободы на крымского царя поддатень рынды с рогатиной у царевича Ивана Ивановича. - Дмитрий Матвеевич — в походе (1571) рында «с другим саадаком» у царевича Ивана Ивановича, в походе (1572) поддатень рынды у государя. - Сенка Матвеевич — участник похода на г. Скровный (август 1577), во главе 700 стрельцов участвует в походе на Вольмар - Медведь — по поручения царя прибыл из Александровской слободы в столицу к боярам с инструкцией о встрече крымских послов (1565). |
| Пановы                   | Дмитрий, Таир Иванович (Благово) |
| Панфиловы                | Иван |
| Парские                  | Василий |
| Парфеньевы               | Агиш |
| Пасеины                  | Иван Матвеевич |
| Патрёховы                | Василий, Худяк |
| Князья Патрикеевы        | Андрей, Артём |
| Перестрогины             | Замятня |
| Перфильевы               | Меньшик, Артём, Андрей Андреевич |
| Петелины                 | Дмитрий Михайлович, Пятой, Фёдор, Второй Афанасий Красный, Второй Богдан |
| Петровы                  | Богдан, Василий, Василий (шатёрничий), Ганус, Иван, Дмитрий, Михаил, Андрей Микулин, Тимофей, Треня, Утеш Микулин |
| Пивовы                   | - Роман Михайлович — голова на Свияге (1552), участник Казанского похода (1556), гонец в Литву (1559), дворянин первой статьи на Земском соборе (1556), охранял царский стан (1573), гость на свадьбе царя и Анны Васильчиковой (1575), Думный дворянин (1579), воевода в походах (1586 и 1592). - Дмитрий Михайлович — пожалован поместьем под Москвой (1550), писец в Дмитрове (1562), на Земском соборе (1566) в чине дьяка, участник в компроментации митрополита Филиппа Колычёва (1568/69) для чего направлен в Соловецкий монастырь для сбора компроментирующих материалов. - Василий Михайлович — стрелецкий голова в походе с Д. Адашевым (1559) по Днепру против крымцев, в числе дворян охранял царскую ставку (1570). - Угрим Львович — дьяк (1559), опричный казначей (июнь 1569), возглавлял приказ Большого прихода, ведал сбором кормлённых окупов в Вологде и других северных уездах. |
| Писчиковы                | Степан Иванович |
| Писемские                | Фёдор Андреевич — думный дворянин и воевода, вёл переговоры с крымским ханом Девлет-Гиреем о заключении мира и за заслуги зачислен в опричнину (1571), возглавлял посольство в Англию по вопросам заключения военного союза и женитьбы царя на М. Гастингс (1583—1584), наместник в Чернигове (1584—1585), участник переговоров с Польшей (1586), воевода в Пскове (1589) и участвовал в походе против шведского короля Юхана III, затем в переговорах со шведами, после похода оставлен в Новгороде Великом и служил там (до 1591), умер (1592). |
| Пичеевы                  | Третьяк Иванович |
| Пишулины                 | Волк |
| Плещеевы                 | Иван Дмитриевич Колодка, Михаил Тимофеевич (1566). |
| Плишкины                 | Иван Гаврилович, Ждан |
| Позднеевы                | Ждан, Иван, Паня |
| Полевы                   | Григорий Осипович — рында (1568), опричный воевода в Мценске (1569), на царской свадьбе нёс вино (1571), голова в полках (1571). |
| Поливановы               | Известны два опричника, но весьма вероятно, что были и другие опричники рода: - Константин Дмитриевич — поддатень рынды в царском походе (1549), пожалован поместьем под Москвой (1550), перед учреждением опричнины был в числе тех немногих дворян, которые были посвящены в замыслы царя, неоднократно посылал с грамотами из Александровской слободы на Москву, опричный воевода в Мценске (1568), в Калуге (1569), участник карательной экспедиции в Новгород и Псков (1570), руководил взысканием штрафов наложенных на монастыри, голова полка в походе (1576), голова при воеводах в Пскове во время его осады Баторием (1580). - Иван Дмитриевич — участник царского похода (1568) в чине дворянина при царском стане. |
| Полотцкие                | Илья |
| Полочениновы             | Григорий, Иван |
| Полуехтовы               | Богдан Фёдорович, Иван, Первушка |
| Полунины                 | Бощашка, Иван, Константин, Меньшик |
| Полянские                | Максим |
| Помогаловы               | Собин |
| Поповы                   | Василий, Олег Спиридонович |
| Князья Порыцкие          | Иван, Фёдор |
| Портаевы                 | Константин |
| Портомоины               | Данила, Федот |
| Поспеловы                | Григорий |
| Потаповы                 | Иван Аникеев, Истома, Дмитрий, Наум Васильевич, Андрей, Постник |
| Потопчины                | Елизар |
| Поярковы                 | Пётр |
| Князья Пронские          | - Пётр Данилович - Семён Данилович |
| Прокофьевы               | Захар, Матвей, Никифор, Алексей |
| Протасовы                | Вавил, Осип, Тимофей, Юрий |
| Протопоповы              | Олег |
| Пузырёвы                 | Истома |
| Пуловы                   | Борис, Кузьма, Третьяк |
| Пустобояровы             | Докучай, Пятой, Третьяк, Второй |
| Пушечниковы              | Семейка (Семён) Андреевич Ширяев — поддатень у рынды в царских походах (1570 и 1572), упомянут как «дворовый жилец» (1581). |
| Пылаевы                  | Простой Семёнович |
| Пыхичевы                 | Василий Родионович, Зот Овчинин (писец) |
| Рагозины                 | Матвей, Фёдор |
| Раковские                | Мурат |
| Ракотины                 | Андрей, Фёдор |
| Князья Ростовские        | Палка, Субота |
| Ребровские               | Лашук Кузьминич |
| Ревякины                 | Иван |
| Редриковы                | Игнатий |
| Резанцевы (Рязанцевы)    | Леонтий Алексей |
| Робовы                   | Иван |
| Роговы                   | Булыга |
| Рогожские                | Олег Тимофеевич |
| Родионовы                | Олег, Юрий |
| Розвозовы                | Лютик Чегодаев, Матвей Чегодаев, Чаадай Дмитриевич |
| Розгильдеевы             | Нагай |
| Ромодановы               | Бисер, Данила |
| Романовы                 | Богдан, Василий, Владимир, Иван Тихонович, Семён |
| Росляковы                | Герасим Моисеевич |
| Ртищевы                  | Пятун Степанович |
| Рублёвы                  | Меньшик |
| Рубцовы                  | Булгак, Рюма, Кузьма |
| Рудаковы                 | Василий |
| Рупосовы                 | Никифор Ширяевич, Рахман Фёдорович |
| Рыжковы                  | Иван |
| Рыкуновы                 | Семейка |
| Рыловы                   | Фёлор (дьяк, в опричнине с 1565, из Важской земли) |
| Рыскуновы                | Василий |
| Рябовы                   | Афанасий |
| Сабанчеевы               | Исеш |
| Сабуровы                 | Рюма. - Замятня Иванович Кривой — сын окольничего Ивана Юрьевича и родного племянника царицы Соломонии Юрьевны, казнен в Новгороде (лето 1571) утоплением в реке Волхов. |
| Савёловы                 | Дружина |
| Савины                   | Богдан, Иван (дьяк 1569) |
| Салковы                  | Василий |
| Салтыковы                | - Лев Андреевич (воевода, оружничий, опричник с 1569) - Игнатий Борисович |
| Самсоновы                | Иван, Филимон |
| Самыгины                 | Ерофей, Илья |
| Сартаковы                | Сулеш |
| Санины                   | Вешняк, Песпел Петрович |
| Саткины                  | Шибан, Шихман |
| Свиридовы                | Иван Иванович, Иван Владимирович, Михаил Андреевич, Михаил Андреевич, Юшка Иванович, Василий Владимирович, Олег Владимирович, Дементий, Иван |
| Севастьяновы             | Семён — дьяк, послан с А. Г. Совиным с деликатным поручением в Англию смотреть и сватать невесту Ивану Грозному (1569), что говорит о большом доверии царя. |
| Северицыны               | Пьянко |
| Селивёрстовы             | Сухой |
| Селины                   | Дмитрий Фёдорович |
| Селяниновы               | Андрей, Пётр |
| Семёновы                 | Иван, Иван (сторож), Иван, Кирилл, Меньшик, Неждан, Немчин Михайлович, Русин, Стряп, Тренка, Фёдор Яковлевич, Фома, Юрий |
| Семичевы                 | Борис, Илья, Андрей Ширяевич, Семейка Ширяевич |
| Сергеевы                 | Богдан, Григорий, Грязнуха, Данила, Иван, Мочало, Пафом, Степан |
| Серковы                  | Иван, Пётр |
| Сертаковы                | Никита |
| Сидоровы                 | Бажен Афанасьевич, Богдан, Дементий, Дружина, Иван, Кузьма, Меньшик, Дмитрий, Осип |
| Силины                   | Иван |
| Князья Сицкие            | - Василий Андреевич - Василий Васильевич Коняка — рында у царевича Ивана Ивановича, в походах (1568-ум.1572) - Фёдор Васильевич — рында у царевича Ивана Ивановича в походах (1568—1572) |
| Скобеевы                 | Рахман |
| Скобельцыны              | Григорий Собакин, Архип Юрьевич, Василий Злоказов, Данила Иванович, Дмитрий Собакин, Елизар Судаков, Ждан Иванович, Залешанин Путилов, Захар Данилович, Иван Никитич, Казарин Иванович, Константин Собакин, Марк Девятов, Матвей Юрьевич, Никита Нестерович, Михаил Иванович, Олег Казатулович, Андрей Данилович, Андрей Злоказов, Андрей Никитич, Андрей Юрьевич, Пётр Данилович, Пётр Иванович сын Нестерова, Постник Иванович, Прокофий Юрьевич, Ратай Муратович, Самойла Злоказов, Селянин Муратович, Семён Никитич, Степан Фёдорович, Тимофей Муратович, Шеврик Казатулович, Яков Никитич - Иван Матвеевич — на свадьбе Магнуса и князны марии Владимировны (1572) назначен в церкви «с осыпалом идти». |
| Скрипицыны               | Севастьян Дмитриевич — подрында к другому саадаку у царевича Ивана Ивановича в опричном походе царя из Москвы к Дворцам (1567). |
| Скрипящевы               | Олег |
| Славного                 | Смирной |
| Слащевы                  | Арефий Иванович |
| Смагины                  | Иван |
| Смолины                  | Пётр Артемьевич |
| Собакины                 | Иван, Ишка |
| Совины                   | - Андрей Григорьевич Коляс — стольник, послан с деликатным поручением в Англию смотреть и сватать невесту Ивану Грозному (1569), что говорит о большом доверии царя. - Григорий Павлович Меньшой Тархов — подрында (1568 и 1571) - Кузьма Петрович — подрында (1568), посол в Грузию (1596). - Пётр Григорьевич Баланда Кривой — подрында (1571), позже дворянин. - Пётр Григорьевич Большой — принятый в опричнину служил в дьяконах, сестра замужем за опричником Р. М. Алферьевым - Пётр Григорьевич Меньшой — принят в опричнину (1570). |
| Сокольниковы             | Куско Иванович |
| Сомовы                   | Михаил |
| Сорока                   | Яким |
| Сосновские               | Лазарь Константинович |
| Сохновы                  | Урак |
| Спировы                  | Василий Иванович, Василий Тимофеевич, Филипп Тимофеевич |
| Стародубовы              | Дружина, Фёдор |
| Степановы                | Безсон Игнатьевич, Беляй, Борис, Василий, Василий (постельный сторож), Василий (хлебного дворца сторож), Василий, Василий (у государевых лошадей у стряпни), Григорий, Иван, Дмитрий, Дмитрий (стряпчий конюх), Молаш, Петеля Игнатьевич, Савелий, Юшко |
| Страховы                 | Второй, Иван |
| Суботины                 | Иван, Постник |
| Суворовы                 | Семён, Постник (дьяк Казённого приказа в походе 1572) |
| Судимантовы              | Илья Фёдорович, Максак Фёдорович |
| Сукмановы                | Проня |
| Сумароковы               | Никифор, Иван, Фёдор |
| Сундуковы                | Замятня Иванович |
| Супоневы                 | Фёдор Андреевич |
| Сурины                   | Севрюк |
| Сутырины                 | Третьяк |
| Сухой                    | Тимофей Васильевич |
| Сухоносы                 | Иван |
| Сухопаровы               | Григорий Никитич |
| Сушины                   | Богдан Микулич |
| Сыроехины                | Иван Семёнович |
| Сырой                    | Пётр |
| Сысоевы                  | Дядиш |
| Сытины                   | Василий Матвеевич |
| Тарасовы                 | Кузьма, Фёдор Степанович |
| Таратины                 | Иван Пятого, Казарин Борисов |
| Тархановы                | Пётр |
| Князья Татевы            | А.И. — опричник (1565), воевода левой руки (1565), воевода в Орле (1569). |
| Татищевы                 | Кирилл Михайлович, Матвей Васильевич, Михаил Волкович, Афанасий Иванович, Иван Иванович - Игнатий Петрович. |
| Ташаковы                 | Богдан, Василий, Иван |
| Ташлыковы                | Афанасий, Фёдор |
| Телегины                 | Фёдор Игнатьевич |
| Телешевы                 | Яков Ворыпаевич |
| Теличеевы                | Константин |
| Князья Телятьевские      | Дмитрий Иванович, А.П, Андрей Петрович, Василий Иванович, Иван Петрович (Зубан). |
| Тёмкины-Ростовские       | Василий Иванович (казнён 1572) и Иван Васильевич. |
| Тереховы                 | Афанасий |
| Терпигоревы              | Иван Фёдорович |
| Тимофеевы                | Бажен, Григорий, Данила, Денис, Ермак, Дмитрий, Евдоким, Степан, Фёдор, Филимон, Юдка |
| Тироновы                 | Василий, Данила, Фёдор |
| Титовы                   | Второй, Меньшик, Роман, Улан, Василий, Никита (дьяк) |
| Тихановы                 | Афанасий, Нечай |
| Тоболины                 | Михаил |
| Толбузины                | Андрей Гаврилович |
| Толмачёвы                | Иван, Иван Васильевич |
| Толмач                   | Григорий |
| Толстые                  | Богдан Иванович, Юшко |
| Томиловы                 | Булат, Кирилл Романович |
| Тарусины                 | Муха, Афоня |
| Татаровы                 | Пронка Иванович |
| Третьяковы               | Кузьма, Некрас, Подосен, Тренка, Фёдор, Шарап |
| Трифоновы                | Максим — подьячий, отписывал вотчины Стародубских князей (1565). |
| Трубниковы               | Серой Иванович |
| Князья Трубецкие         | Фёдор Михайлович — опричник (с 1570), боярин, (1570), дворовый воевода (1571—1572) |
| Трусовы                  | Третьяк |
| Труфановы                | Иван, Матвей Иванович |
| Тулубьевы                | Григорий |
| Князья Тулуповы          | - Борис Давыдович — в царском походе из Александровской слободы (1571) «голова в стане у государя», окольничий (1573), упомянут на свадьбе Магнуса и княжны Марии Владимировны - Иван Владимирович — в разряде царского похода (1574) голова в полку у государей, на свадьбе Магнуса и княжны Марии Владимировны «в поезде быти». - Андрей Владимирович — на свадьбе царя и Марфы Собакиной назначен быть с другим подножием (1572), в зимнем Ливонском походе (1573) рында «с другим саадаком» у царевича Ивана Ивановича. - Никита Владимирович — в зимнем Ливонском походе (1573) рында с копьём царевича Фёдора Ивановича. |
| Тургеневы                | Владимир, Степан Васильевич |
| Туровы                   | Ждан Воронцов, Фёдор Воронцов, Иван Третьякович, Фёдор Третьякович |
| Тырновы                  | Сергей |
| Тютримовы                | Василий, Никифор, Олег |
| Тягловы                  | Нечай |
| Угримовы                 | (?) |
| Уздник                   | Василий |
| Ульяновы                 | Олег |
| Унковские                | Андрей Иванович, Курака Тимофеевич (стрелецкий голова) |
| Уполоцкие                | Василий |
| Ураковы                  | Матвей, Фёдор, Мотой |
| Урпенёвы                 | Кузьма |
| Уские (Уского)           | Борис Фёдорович, Гаврила Тимофеевич, Злоба Иванович, Кузьма Семёнович, Салтан Григорьевич, Семён Иванович |
| Усольцевы                | Андрей, Таврила |
| Устиновы                 | Бажен Васильевич, Василий |
| Уткины                   | Дмитрий |
| Утробины                 | Олег |
| Ушаковы                  | Богдан, Григорий, Звяга Харитонович, Никита Михайлович, Никита Фёдорович, Александр, Таир Иванович |
| Фаевы                    | Иван |
| Фёдоровы                 | Бажен, Бутач, Василий (бронник), Василий (постельный сторож), Василий (сторож Хлебного дворца), Григорий (столовый сторож), Григорий (стрельник), Грязной, Данила, Иван, Иван (помяс), Иван (помяс), Иван (у царевичевы седельные казны сторож), Илья, Казарин, Калина, Кирилл, Кондратий, Митрофан, Никифор, Андрей, Артемий, Афанасий, Рудак, Сергей, Тренка, Третьяк, Ян |
| Федосеевы                | Василий |
| Федотовы                 | Девятый, Меньшик, Молчан, Потап, Яков |
| Федотьевы                | Василий Степанович, Фёдор Степанович |
| Фетчиковы                | Пётр |
| Фефиловы                 | Гаврила, Фёдор Родионович |
| Филатовы                 | Фёдор |
| Филипповы                | Григорий, Иван, Лев, Сергей Иванович |
| Фомины                   | Бажен, Василий, Гаврила, Илья, Исак, Спеш, Фёдор Нечаевич |
| Фофановы                 | Иван Семёнович |
| Фроловы                  | Василий, Давыд, Иван, Семейка, Степан |
| Харзеевы                 | Иван Григорьевич |
| Хариловы                 | Дружина |
| Харитоновы               | Тренка, Федот, Федот Меньшой |
| Хвоин                    | Захар Тимофеевич |
| Химиевы (Химии)          | Юшко (помяс), Юшко (царицын хлебник) |
| Ходимы                   | Григорий |
| Князья Хворостинины      | Дмитрий Иванович, Фёдор Иванович. Пётр Иванович, Андрей Иванович. |
| Хлоповы                  | Василий — взят в опричнину из Сабельского погоста Шелонской пятины (1571). |
| Князья Хованские         | Андрей Петрович |
| Ходины                   | Семейка |
| Холоповы                 | Богдан, Дмитрий Иванович |
| Хомутовы                 | Богдан, Василий Неверович |
| Хохловы                  | Павел Васильевич, Юдка |
| Хреновы                  | Немятый, Олег, Шарап |
| Хрипуновы                | Григорий Давыдович, Захар Первого, Иван Андреевич, Осип Давыдович, Степан Иванович, Степан Иванович, Тимофей Меньшой |
| Чеботовы (Чоботовы)      | Иван Яковлевич — боярин, воевода (1569). |
| Князья Черкасские        | Михаил Темрюкович и Иван Таатукович. |
| Черевесенские            | Докучай |
| Черкасовы                | Шершава |
| Черкашенины              | Степан Васильевич |
| Чёрной                   | Немчин Юшка, Иван |
| Чернцовы                 | Иван |
| Чертковы                 | Рудак Иванович |
| Четверговы               | Василий |
| Четвертаковы             | Юшко |
| Чеусовы                  | Никита |
| Чижовы                   | Богдан |
| Чертковы                 | Никифор |
| Чулковы                  | Томила, Якуш |
| Чюбаровы (Чубаровы)      | Безсон Иванович, Иван Фёдорович, Михаил, Степан Григорьевич |
| Чюваковы (Чуваковы)      | Истома |
| Чуба                     | Андрей Михайлович |
| Шевляковы                | Матвей Андреевич |
| Штадены                  | Генрих |
| Шадрины                  | Иван, Дмитрий |
| Шалимовы                 | Василий |
| Шапкины                  | Иван |
| Шараповы                 | Богдан, Максим |
| Шатовы                   | Василий Александрович |
| Шаховы                   | Андрей Иванович. Юрий Васильевич |
| Шевригины                | Истома |
| Шевырёвы (Швырёвы)       | Безсон Захарьевич, Семейка |
| Шершнёвы                 | Василий, Парка |
| Шетерины                 | Василий |
| Шейдяковы                | Пётр Тутаевич (из ногайских мурз). |
| Шешковские               | Василий, Григорий, Космак |
| Шибнёвы                  | Некрас |
| Шиловы                   | Григорий, Юшко |
| Шипуновы                 | Аминь |
| Широковы                 | Баженко |
| Ширяевы                  | Тимофей Васильевич |
| Шишкины                  | - Роман Иванович — сын боярский, денежное жалование с города 15 рублей - Василий Иванович — постельный истопничий, оклад 8 рублей, сукно и поместье 50 четей. - Микифор Иванович — стряпчий конюх, оклад 4 рубля. - Пронка Иванович — у царевной казны сторож, оклад 3 рубля, ржи и овса по 11 четьи, 3 пуда (48 кг) соли |
| Шоковы                   | Треня |
| Шолоховы                 | Иван |
| Шорстовы                 | Богдан, Андрей, Фёдор, Ждан |
| Шубины                   | Грязной |
| Шульгины                 | Василий |
| Князья Шуйские           | Иван Петрович, Иван Андреевич (опричный боярин), |
| Щетнёвы                  | Григорий Фёдорович |
| Щёголь                   | Некрас |
| Щедрины                  | Матюшка |
| Щеколдины                | Фёдор |
| Щелины                   | Фёдор |
| Щенок                    | Нечай |
| Князья Щепины            | Иван Никитич, Андрей |
| Князья Щербатовы         | - Дмитрий Михайлович — воевода и наместник. - Иван Михайлович — воевода. |
| Щулепниковы              | Пётр Григорьевич — взят в опричнину из Лосицкого погоста Шелонской пятины (1571) |
| Щипуновы                 | Погошка Дмитриевич |
| Щупликовы                | Богдан Михайлович |
| Юдины                    | Ганя. Дмитрий, Семейка, Второй |
| Юрасовы                  | Григорий, Молчпн, Андрей Селинович |
| Юркины                   | Григорий |
| Юровы                    | Осип, Фёдор |
| Юрьевы                   | Ермола, Иван. Евдоким, Пётр, Юшко |
| Ягутины                  | Пятун Семёнович |
| Якимовы                  | Волошанин Проня, Фёдор |
| Яковлевы                 | Денис, Иван, Кузьма, Лучка, Мансур, Матюшка, Олег, Андрей, Онуфрий Ефимович, Пётр, Простой, Тимофей, Третьяк, Угримко, Фёдор Суря, Василий Петрович. |
| Янсеитовы                | Семён |
| Князья Янчюрины          | Иван |
| Ярцовы                   | Замятня Дмитриевич |
| Яскины                   | Давыд |
| Предполагаемые опричники | |
| Авксентьевы              | Никита — проводил «обыск» входившем в опричнину Переславском уезде 91571-1573). |
| Борщовы                  | Скворец Елин — помещик Ярославского уезда (1569), ему и его брату Соловью (землевладелец Ярославского уезда) пожаловано поместье отобранное в опричнину, бывшая вотчина И. А. Долгово-Сабурова (1569). |
| Князья Воротынские       | И.М. |
| Гридкины                 | Григорий — писец опричного Белёвского уезда (1568/69) |
| Гридковы                 | Поликарп — дозорщик опричного Малоярославецкого уезда (1571/72). |
| Князья Голицыны          | Василий Юрьевич. |
| Зегзюлины                | Иван — получил поместье в опричном Вологодском уезде (1567). |
| Князья Канбаровы         | Иван Ахметович (Уразлы). |
| Князья Курлятьевы        | Владимир Константинович (казнён 1568) |
| Ласкиревы                | Фёдор Михайлович — писец опричного Костромского уезда (1568/69). |
| Малышкины                | Фёдор — получил поместье в Ярославском уезде отобранные вотчины И. А. Долгово-Сабурова (1569). |
| Марковы                  | Пётр Иванович (тысячник 3-й статьи из Москвы) и его сын Василий — получили поместья в Ярославском уезде, отобранные вотчины И. А. Долгово-Сабурова (1569). |
| Мартьяновы               | Богдан Дмитриевич — получил поместье в опричной Обонежской пятине (1571). |
| Матафтины                | Григорий Фёдорович — вотчинник опричного Вологодского уезда, его родственник Илья Матафтин присутствовал в Москве при переборе людишек при введении опричнины (1565). |
| Мещериновы               | Яков Васильевич — писец опричного Ростовского уезда (1570/71). |
| Непейцыны                | Василий Иванович — описывал дворцовые сёла опричного Вологодского уезда (1567/68). |
| Новокщеновы              | Афанасий Иванович |
| Осорьины                 | Суббота Осётр — в Великом Новгороде по указанию затравил медведем дьяка Данилу Бартенёва (сентябрь 1571), почётный гость на царской свадьбе, ведал «место и всякую столовую рухлядь» на свадьбе государя и М. В. Собакиной (1571), на свадьбе царя и Анны Васильчиковой почётный гость (1574). |
| Князья Пронские          | Турунтай-Пронский Иван Иванович. |
| Князья Репнины           | Андрей Васильевич |
| Салтыковы                | Игнатий Борисович |
| Князья Серебряные        | Василий Семёнович и Пётр Семёнович. |
| Скрипицыны               | Искач Степанович — получил поместье в опричной Обонежской пятине (1571). |
| Пушкины                  | Шафериков-Пушкин Дмитрий Фёдорович |
| Князья Татевы            | Пётр Иванович |
| Князья Шеины             | А.И. |
| Князья Щенятьевы         | Пётр Михайлович |
| Морозовы                 | Морозов-Поплевин Михаил Яковлевич |
| Шереметьевы              | Иван Васильевич Меньшой |
| Щербинины                | Василий Иванович — городской тысячник 2-й статьи из Великого Новгорода, дворянин 1-й статьи на Земском соборе (1566), казнён (1571—1574). |